# 黄昏

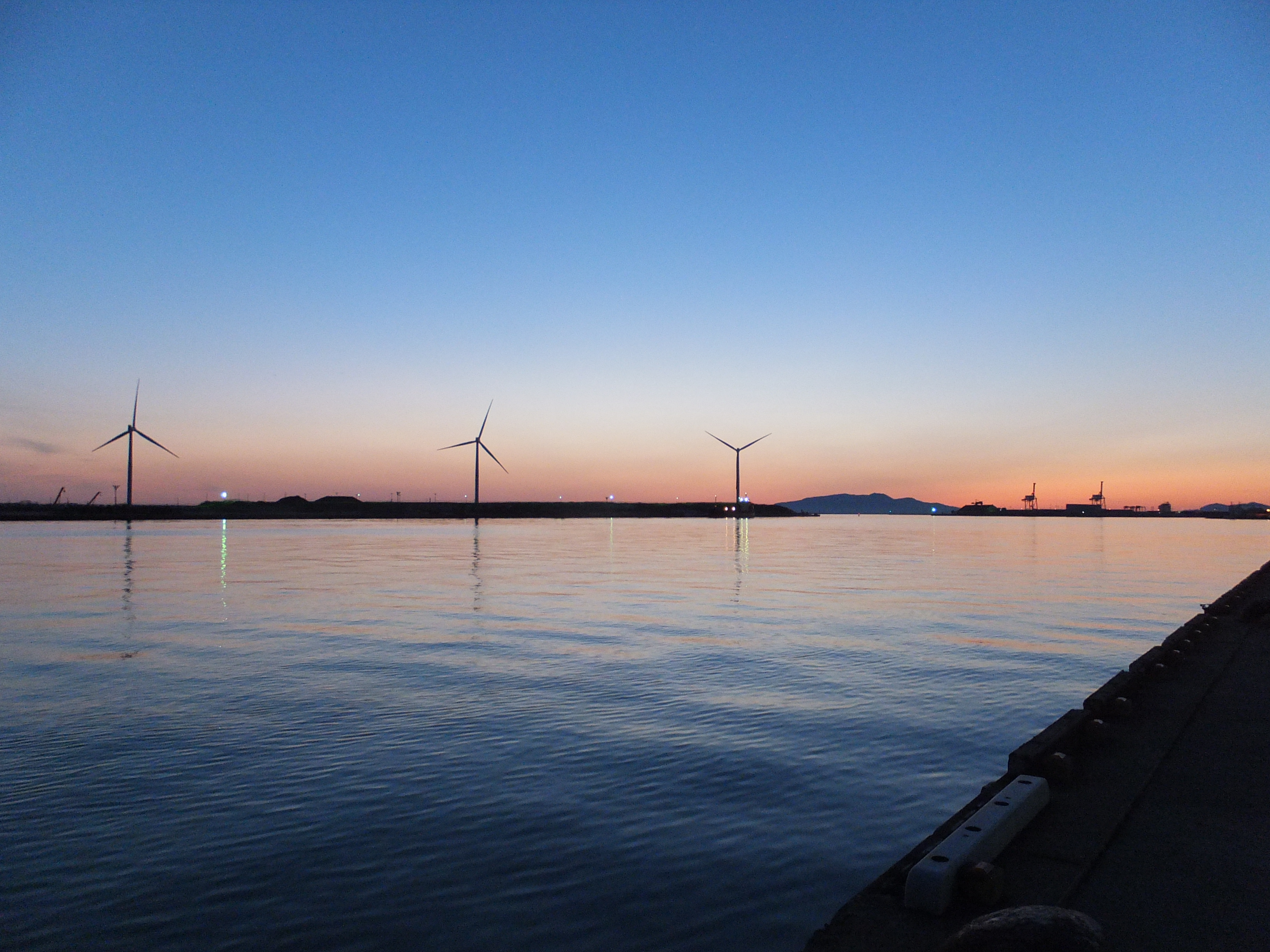
黄昏時の秋田港

黄昏（たそがれ、たそかれ、コウコン、英：twilight）は、一日のうち日没直後、雲のない西の空に夕焼けの名残りの「赤さ」が残る時間帯である。「黄昏時（たそがれどき）」。「黄昏れる（たそがれる）」という動詞形もある。

## たそがれ

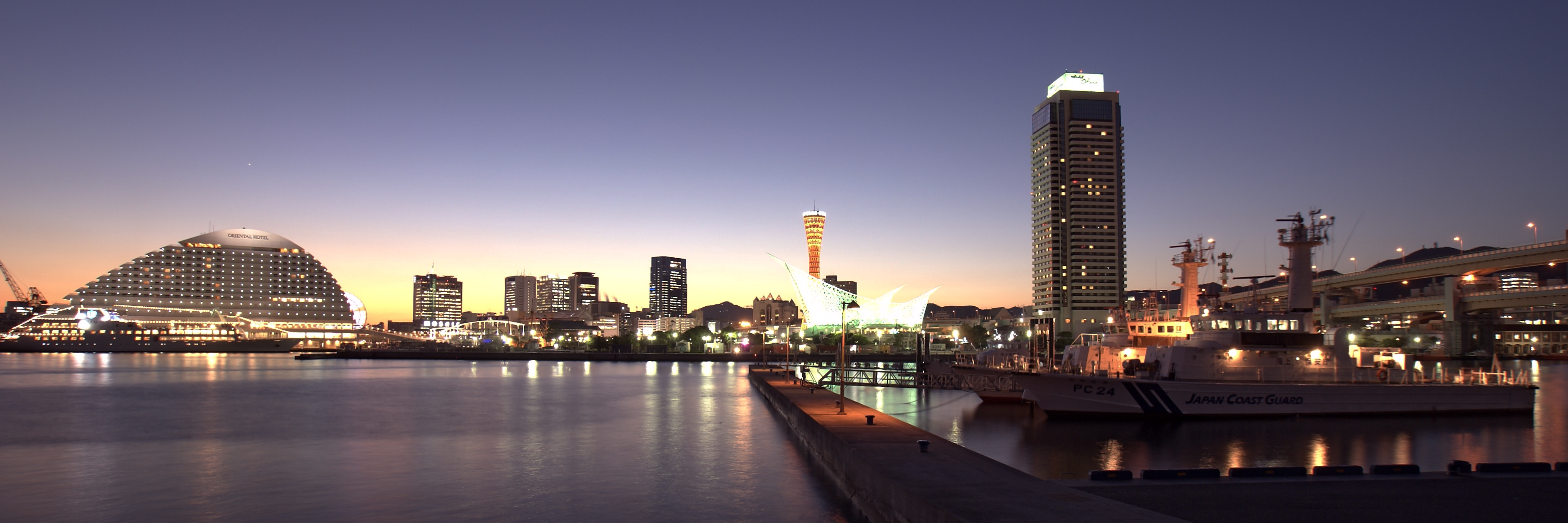
黄昏時の神戸港

「たそがれ」は、江戸時代になるまでは「たそかれ」といい、「たそかれどき」の略である。夕暮れの人の顔の識別がつかない暗さになると誰かれとなく、「そこにいるのは誰ですか」「誰そ彼（誰ですかあなたは）」とたずねる頃合いという意味である。この風習は広く日本で行われた。「おはようさんです、これからですか」「お晩でございます。いまお帰りですか」と尋ねられれば相手も答えざるを得ず、互いに誰であるかチェックすることでヨソ者を排除する意図があったとされる。
対になる表現に夜明け前を表す「かわたれどき（彼は誰時）」があり、本来はいずれも、夜明け前・日没後の薄明帯を区別せず呼んだと推測される。

## 用例
「たそかれ」という言葉は『万葉集』に

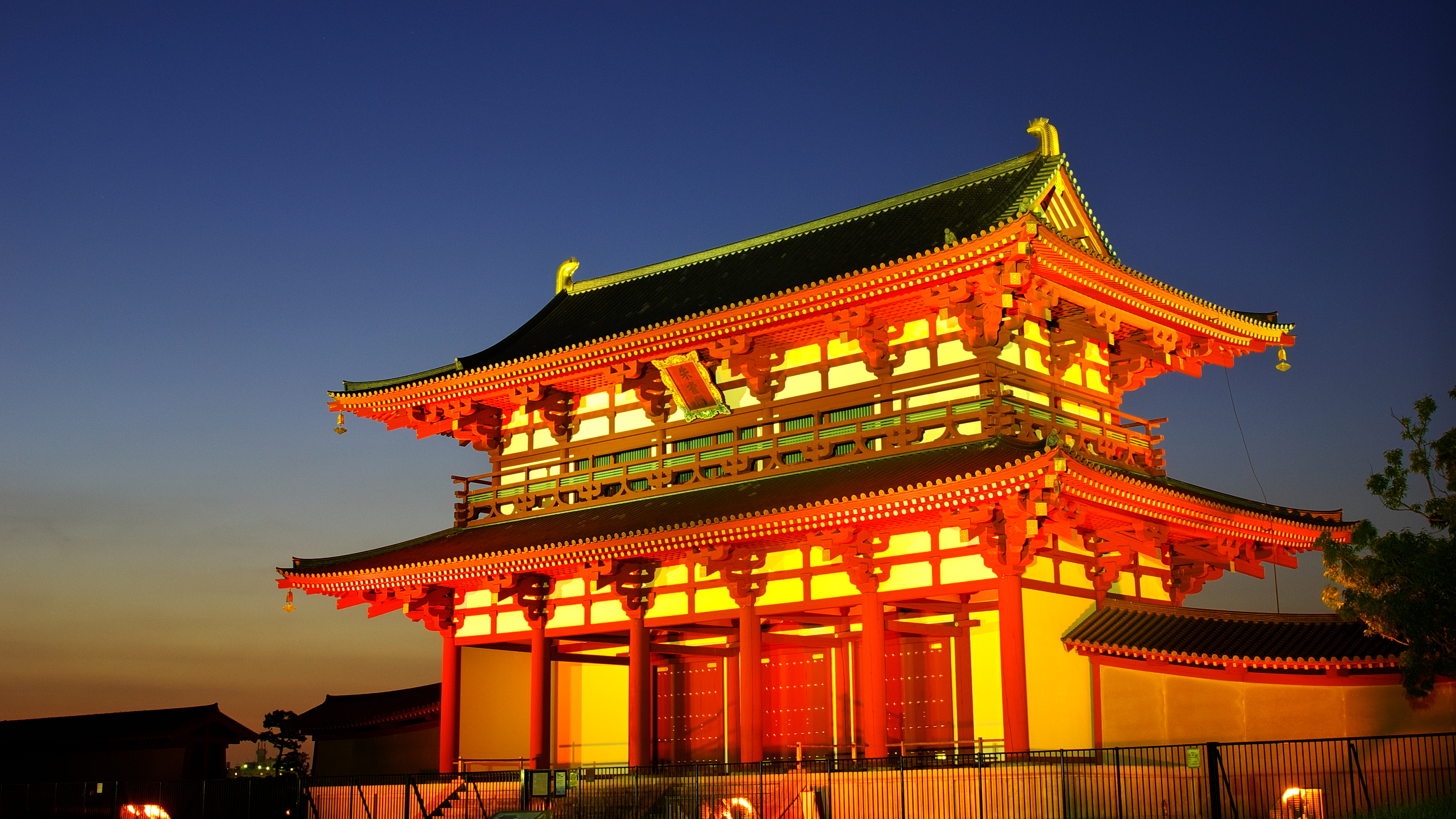
黄昏時の平城京朱雀門

と登場するが、これは文字通り「誰ですかあなたは」という意味である。
平安時代には『うつほ物語』に「たそかれどき」の用例が現れ、さらに『源氏物語』に
と、現在のように「たそかれ」で時間帯を表す用例が現れる。なおこの歌は、帖と登場人物の名「夕顔」の由来になった夕顔の歌への返歌である。

## 比喩
比喩として、「最盛期は過ぎたが、多少は余力があり、滅亡するにはまだ早い状態」を表す。

## 黄昏
漢語「黄昏（）」は日没後のまだ完全に暗くなっていない時刻を指す。「初昏」とも呼ぶ。十二時辰では「戌時」（午後7時から9時）に相当する。

## 黄昏れる
「たそがれ」の動詞化の用法。日暮れの薄暗くなり始めるころを指して「空が黄昏れる」や、人生の盛りを過ぎ衰えるさまを表現して「黄昏た人」などのように使用されることがある。